# ノリタケ (1916年設立の企業)
株式会社ノリタケは、かつて存在した日本の陶磁器・食器の販売会社。ノリタケカンパニーリミテド（現・ノリタケ株式会社）の子会社だったが、2000年4月1日に株式会社ノリタケリビングに吸収され、同社が株式会社ノリタケに商号変更した後、翌年4月に株式会社ノリタケテーブルウェアと改称した。

## 設立までの経緯
その起源は、日本陶器（現・ノリタケカンパニーリミテド）の国内向け販売会社として1916年に名古屋市西区に設立された合名会社日陶商会である。同社は1921年から東洋陶器（現・TOTO）の国内向け食器の販売も行なっていた。1921年11月に東京市芝区琴平町に本店を移し、合資会社日東陶器商会に組織変更および改名をした。
しかし関東大震災により本店が火災にあった事などから1924年に組織を改め、芝区今入町に日東陶器商会、大阪市東区に関西陶器商会、名古屋市中区に中央陶磁器商会を発足させ、各地方で特約店を組織した。
このような地区別の販社体制を取った後、1937年にはそれまで特約店として下関にあった光陽商会を東洋陶器とともに買収し、合弁会社光陽商会を小倉市に設立した。
1940年の7月から12月にかけてこれら4社は全て有限会社に改組され、中央陶磁器商会が中央陶器商会となった他はそのまま名称を用いている。戦時下の経済状況悪化により1944年12月に販売会社4社は閉鎖されたが、翌年の終戦にともない次々と営業を再開した。
日東陶器商会は1945年10月に港区虎ノ門で業務を再開し、1959年2月に再び港区芝琴平町（旧・芝区琴平町）に本社を新築・移転した。中央陶器商会は1945年11月から名古屋市の日本陶器社内で営業を再開し、1952年8月に名古屋市東区に新築した店舗に移転した。関西陶器商会は1946年3月に京都市東山区に同商号で改めて会社を新設し、1948年7月に大阪市東区に移転した。光陽商会は1945年10月から小倉市の東洋陶器社内で営業を再開し、1949年4月に同市内に店舗を新築・移転した。また、1946年4月には旧・日東陶器商会札幌出張所が有限会社北海陶器商会として札幌市で独立し、これら5つの販売会社を総称して「まるご店」（「まるご」は○内に五）と呼ぶようになった。
好景気が一段落した1961年2月にこれら5社は合併され、同年5月に組織を変更し株式会社日東陶器商会となり、以前の販社はそれぞれ東京店、大阪店、名古屋店、小倉店、札幌店となった。。1962年には横浜、翌年に新宿に出店するなど業務を拡大し、1964年4月1日に食器商品のブランド名「ノリタケ」から株式会社ノリタケと改名した。

## 設立からノリタケリビングへによる吸収まで
1967年10月18日に名古屋店を新築すると、翌年には本部機能を旧・日東陶器商会のあった東京から名古屋に移管した。以降は日本陶器（後にノリタケカンパニーリミテドに改称）やグループ各社の国内向け食器販売の総代理店として卸販売と直営店の運営を行なった。
販売店の組織化については、1961年に約450社の取引先からなる「日東会」を結成していたが、これを1969年に「ノリタケ会」と改称した。さらに1971年には協力度の高い専門店を選んで「ノリタケDG（ダイアモンド＆ゴールド）会」を組織し、これを優遇する方針を打ち出している。
これらの会員への具体的な支援としては、店舗の改装に際してデザイナーを派遣したり、特別商品や販促品の提供、優秀店への表彰などを行なっていた。
また、百貨店での販売については同業他社との差別化を図るため、ノリタケカンパニーリミテドと大倉陶園の商品だけで売り場の一画を占めて展示する「ショップ・イン・ショップ」と呼ばれる方法を導入した。これはロイヤルコペンハーゲンなど海外の高級食器メーカーと同じ手法で、1986年の伊勢丹・新宿本店での導入が1例目となった。
一方、個人向けの直営店の運営では、1973年12月にノリタケカンパニーリミテドの厚木ガラス工場の敷地内に1号店を開店したのを皮切りに、同社の工場に隣接するノリタケショップを次々開いていった。1976年9月には名古屋の本社工場店、1978年11月に愛知県津島市の神守工場店、同年12月に愛知県西加茂郡の三好工場店が開設されている。また、これらの直販事業のため1980年12月にノリタケマーチャンダイジング株式会社（現・ノリタケテーブルウェア）が設立された。
1980年代に入るとノリタケグループの再編が進み、1984年に業務用食器のホテル・レストラン向け部門がノリタケカンパニーリミテドの食器事業本部に移管された。1987年にはノリタケカンパニーリミテドが三好物流センターを開設し、ノリタケの名古屋店の倉庫機能なども統合された。在庫管理の一元化などを目的として2000年4月1日に株式会社ノリタケは株式会社ノリタケリビングに吸収され消滅した。合併後の社名は「株式会社ノリタケ」だったが、翌年株式会社ノリタケテーブルウェアと改称して現在に至る。